# Orlu (Nigéria)
Orlu város és helyi kormányzati terület Nigéria déli részén. Imo állam második legnagyobb települése Owerri után.
A katolikus Orlui egyházmegye székhelye.

## Fordítás
- Ez a szócikk részben vagy egészben  az   Orlu, Imo című angol Wikipédia-szócikk ezen változatának fordításán alapul.  Az eredeti cikk szerkesztőit annak laptörténete sorolja fel. Ez a jelzés csupán a megfogalmazás eredetét és a szerzői jogokat jelzi, nem szolgál a cikkben szereplő információk forrásmegjelöléseként.